# 조광한
조광한(趙光漢, 1958년 2월 1일~)은 대한민국의 정치인이다. 제8대 남양주시장을 역임했다.

## 학력
- 서울종암국민학교(43회)
- 대광중학교(22회)
- 용문고등학교(24회)
- 한국외국어대학교 중국어과 졸업

## 경력
- 민주당 선진국장
- 김대중 정부 대통령비서실 행정관
- 노무현 대통령직인수위원회 전문위원
- 노무현 정부 대통령비서실 부대변인
- 노무현 정부 대통령비서실 홍보수석실 홍보기획비서관
- 한국가스공사 감사
- 군장대학교 신재생에너지계열 석좌교수
- 2014.04~2014.05: 제6회 전국동시지방선거 경기 남양주시장 새정치민주연합 예비후보
- 더불어민주당 전략기획위원회 부위원장
- 2016.01 ~ 2016.03: 제20대 국회의원 선거 경기 남양주시 갑 더불어민주당 국회의원 예비후보
- 2018.07 ~ 2022.06: 제8대 경기도 남양주시장(민선 7기, 더불어민주당→무소속, 초선)
- 2020.07 제18대 전국대도시시장협의회 부회장
- 2022.04: 더불어민주당 탈당
- 2023.09 ~ : 국민의힘 입당
- 2023.11 : 여의도연구원 부원장
- 2024.05 ~ : 국민의힘 경기도당 남양주시 병 당원협의회 위원장
- 2024.06 ~ : 국민의힘 경기도당 조직총괄본부 지방자치위원장
- 2025.01 ~ 2025.06: 국민의힘 전략기획특위원
- 2025.04 ~ 2025.04: 국민의힘 홍준표 제21대 대통령 선거 경선후보 무대홍 캠프 전략홍보본부장
- 2025.05 ~2025.06: 제21대 대통령 선거 국민의힘 김문수 대통령 후보 경기도 선거대책위원회 공동선거대책위원장 겸 정책총괄본부장
- 2025.05~2025.06: 제21대 대통령 선거 국민의힘 김문수 대통령 후보 직속 직능총괄본부 대외협력 부위원장

## 전과
- 지방공무원법위반: 징역 10월, 집행유예 2년, 자격정지 1년 - 2023년 2월 21일 선고[1]

## 논란

### 생일파티 논란
경기도 남양주 시청의 공무원들이 경쟁을 하듯 부서 별로 돌아가면서 조광한 시장의 생일 파티를 다섯 번이나 열어 논란이 되었다. MBC에 들어온 제보에 따르면 부서장이 직원들에게 생일파티 준비를 지시하고 가장 어린 9급 여직원하고 시보 안 뗀 여직원에게 '너는 꽃다발을 들고, 너는 케이크를 들라고 지시하였다고 하였으며 파티를 연 5개 부서의 부서장들은 대부분 조광한 시장 부임 이후 승진했고, 내부에선 충성 경쟁 얘기까지 나왔다. 이에 대해 조광한 남양주 시장은 과잉충성도 아니고, 시킨 적도 없다고 하며 자신의 생일 파티가 언급되는 게 모욕적이라며 보도가 나가면 모든 법적 조치를 다 하겠다고 하였으며  "직원들이 축하해 준다고 찾아온 걸 화내고 쫓아내야 공직자의 본분인가"라고 반문하였다. 하지만 이에 대하여 전국공무원노동조합 경기지역본부 남양주시지부(노조)는 25일 '상처로만 남은 생일파티'라는 제목의 성명에서 "저녁 모 방송사에서 송출한 부서 자체제작 영상. 찍는 사람도, 보는 사람도 민망한 그런 영상을 싫어도 싫다고 이야기할 수 없는 하위 직원들과 함께 찍은 그 영상만으로 충분히 설명된다"고 말하였으며 앞으로 이번과 같은 조합원 인권침해 사태가 발생할 경우 감사 의뢰, 고발 등 강력한 법적 조치를 할 계획"이라며 반박하였다. 블라인드 앱에 익명으로 글을 올린 남양주시 공무원 A씨는 "저를 경악하게 만든 것은 다름 아닌 남양주시장의 쓰레기 같은 변명이었다"고 지적했으며 "국민의 세금으로 만들어진 나의 월급이 이따위 저질영상이나 찍고 이따위 용비어천가나 불러대며 방청객보다 열정적으로 친 점 사죄드린다"고 말하고 "아무것도 아닌 고작 미생인 제가, 저의 마음과 남양주시 대다수를 차지하는 정상적인 공무원들의 마음을 담아 이 글이 전 국민에게 닿기를 바라며 글을 마친다"며 "구. 해. 주.세요"라고 적었다.

### 총선 개입 논란
2020년 21대 총선을 앞두고 당내 경선 과정에서 재선에 도전한 현직 국회의원 김한정 후보를 낙선시키고 전 청와대 비서관인 김봉준 후보를 당선시키고자 당시 자신의 정무비서를 통해 권리당원 모집을 지시한 혐의로 기소되어 1심에서 징역 1년 6월과 자격정지 1년을 선고받으며 법정구속되었으며 재판부는 "총선에 미친 영향력은 적지만 선거의 공정성과 공무원의 정치 중립을 훼손하는 등 죄질이 좋지 않다"고 판결의 이유를 밝혔다.

## 역대 선거 결과
|  | 24.7% |

|  | 4.65% |

|  | 64.39% |

|  | 42.24% |